# Peter Jurasik
Peter Jurasik (* 25. dubna 1950 New York, New York) je americký herec.
V televizi se poprvé objevil v roce 1977 v epizodní roli v seriálu Family. V průběhu 70. a 80. let hostoval v různých seriálech (m. j. Barney Miller, M*A*S*H, MacGyver, Remington Steele, Columbo), ve větších rolích hrál v seriálech Bay City Blues, Poldové z Hill Street, Beverly Hills Buntz a Dear John. V celovečerním snímku Tron (1982) hrál Croma. Mezi fanoušky sci-fi je známý jako velvyslanec Londo Mollari ze seriálu Babylon 5 (1994–1998), kde se setkal se svým hereckým kolegou z Trona Brucem Boxleitnerem. Mollariho poprvé ztvárnil v pilotním filmu Babylon 5: Vesmírný sumit (1993) a zopakoval si jej i v navazujícím televizním filmu Babylon 5: Na počátku (1998). Dále hrál např. v seriálech Právo v Los Angeles, Cesta do neznáma, Policie New York, Dawsonův svět či One Tree Hill.